# هجده چرخ و یک دوجین گل رز
«هجده چرخ و یک دوجین گل رز» (به انگلیسی: Eighteen Wheels and a Dozen Roses) ترانه‌ای از کَتی ماتِیا خوانندهٔ موسیقی کانتری اهل آمریکا است. این دومین تک‌آهنگ از چهارمین آلبوم استودیویی ماتِیا با نام عسل نچشیده بود که در سال ۱۹۸۷ منتشر شد.
«هجده چرخ و یک دوجین گل رز» که در زمان انتشارش در ایالات متحده ۲۰ هفته جزو پرفروش‌ترین ترانه‌های کانتری بود، در ۲۱ می ۱۹۸۸ شماره ۱ جدول آهنگ‌های داغ کانتری شد و برای دو هفتهٔ متوالی آن جایگاه را حفظ کرد. این ترانه دو سال پیاپی (۱۹۸۸ و ۱۹۸۹) نامزد دریافت جایزهٔ بهترین ترانهٔ سال از انجمن موسیقی کانتری بوده‌است.

## محتوا
«هجده چرخ و یک دوجین گل رز» را پاول و جن نلسون سروده‌اند. این ترانه که بر مبنای زندگی واقعی عموی آن‌ها نوشته شده داستان یک راننده کامیون را روایت می‌کند که پس از سال‌ها جاده‌گردی، خودش را بازنشسته می‌کند و با یک وَن همسرش را در سراسر آمریکا می‌چرخاند تا همهٔ جاهایی که دوست‌شان داشته را به او نشان دهد.
آل‌میوزیک در وصف اجرای کتی ماتِیا نوشته‌است: «ماتِیا در این ترانه در جایگاه یک قصه‌گو، آن‌چنان در بطن داستان است که به سختی می‌توان گفت آیا او دارد یک داستان را ضبط می‌کند یا اتفاق واقعی که برایش افتاده را برای شنونده بازگو می‌کند».

## موزیک ویدئو
ویدئوی «هجده چرخ و یک دوجین گل رز» را جیم می و کوک سَمز ساخته‌اند. یک رستوران کوچک حوالی میوزیک رو نشویل محلی است که ویدئو آنجا آغاز می‌شود. جایی که یک رانندهٔ کامیون از ماتِیا امضا می‌خواهد؛ هدیه‌ای برای همسرش. در سراسر ویدئو، تصاویری از ماتِیا در اتوبوس تور و همراه اعضای گروهش در حال اجرای ترانه دیده می‌شود. در آن میان تصاویری از رانندهٔ کامیون هم نشان داده می‌شود. در پایان راننده به خانه‌اش می‌رسد، همسرش به او خوش‌آمد می‌گوید و راننده یک دسته گل رز به او می‌دهد. وقتی که زوج دست در دست هم به خانه‌شان می‌روند، ماتِیا چراغ‌های اتوبوس را خاموش می‌کند. کامیون‌های در حال حرکت در بزرگراه آخرین تصویری هستند که در ویدئو دیده می‌شوند؛ همان صحنه‌ای که موزیک ویدئو با آن آغاز شده‌بود.

## موقعیت در جدول‌های فروش

### جدول‌های هفتگی
| چارت (۱۹۸۸)                      | بالاترین جایگاه |
| -------------------------------- | --------------- |
| ترانه‌های داغ کانتری مجلهٔ بیلبورد | ۱               |
| ترانه‌های کانتری مجلهٔ آرپی‌ام      | ۱               |

### جدول‌های پایان سال
| چارت (۱۹۸۸)                      | جایگاه |
| -------------------------------- | ------ |
| ترانه‌های داغ کانتری مجلهٔ بیلبورد | ۱۹     |